# FK Pljevlja 1997
Fudbalski Klub Pljevlja 1997 (Фудбалски Клуб Пљевља 1997) – czarnogórski klub piłkarski z siedzibą w Pljevlji. Został utworzony w 1997 roku. Obecnie występuje w Trećej lidze Czarnogóry.

## Stadion
Klub rozgrywa swoje mecze domowe na stadionie Stadion Pod Golubinjom w miejscowości Pljevlji, który może pomieścić 10,000 widzów.

## Sezony
| Sezon                          | Liga                                                         | Poziom | Miejsce |
| Federalna Republika Jugosławii |                                                              |        |         |
| 1999/00                        | Crnogorska regionalna liga – Severna regija (grupa północna) | IV     | 1       |
| 2000/01                        | Crnogorska liga                                              | III    | ?       |
| 2001/02                        | Crnogorska liga                                              | III    | 12      |
| 2002/03                        | Crnogorska liga                                              | III    | 13      |
| Serbia i Czarnogóra            |                                                              |        |         |
| 2003/04                        | Crnogorska regionalna liga – Severna regija (grupa północna) | IV     | ?       |
| 2004/05                        | Treća crnogorska liga – Severna regija (grupa północna)      | IV     | ?       |
| 2005/06                        | Treća crnogorska liga – Severna regija (grupa północna)      | IV     | ?       |
| Czarnogóra                     |                                                              |        |         |
| 2006/07                        | Treća liga – Severna regija (grupa północna)                 | III    | 3       |
| 2007/08                        | Treća liga – Severna regija (grupa północna)                 | III    | 2       |
| 2008/09                        | Treća liga – Severna regija (grupa północna)                 | III    | 2       |
| 2009/10                        | Treća liga – Severna regija (grupa północna)                 | III    | 1       |
| 2010/11                        | Druga liga                                                   | II     | 12      |
| 2011/12                        | Treća liga – Severna regija (grupa północna)                 | III    | 1       |
| 2012/13                        | Treća liga – Severna regija (grupa północna)                 | III    | 1       |
| 2013/14                        | Treća liga – Severna regija (grupa północna)                 | III    | 2       |
| 2014/15                        | Treća liga – Severna regija (grupa północna)                 | III    | 2       |
| 2015/16                        | Treća liga – Severna regija (grupa północna)                 | III    | 2       |
| 2016/17                        | Treća liga – Severna regija (grupa północna)                 | III    | 1       |
| 2017/18                        | Treća liga – Severna regija (grupa północna)                 | III    | 4       |
| 2018/19                        | Treća liga – Severna regija (grupa północna)                 | III    | 5       |
| 2019/20                        | Treća liga – Severna regija (grupa północna)                 | III    | 7       |
| 2020/21                        | Treća liga – Severna regija (grupa północna)                 | III    | ?       |

 * W wyniku przeprowadzonego 21 maja 2006 referendum niepodległościowego zadeklarowano  zerwanie dotychczas istniejącej federacji Czarnogóry z Serbią (Serbia i Czarnogóra). W związku z tym po sezonie 2005/06  wszystkie czarnogórskie zespoły wystąpiły z lig Serbii i Czarnogóry, a od nowego sezonu 2006/07 FK Pljevlja 1997 przystąpił do rozgrywek Trećiej crnogorskiej ligi.

## Sukcesy
- mistrzostwo Trećej crnogorskiej ligi (1): 2010 (awans do Drugiej crnogorskiej ligi, po wygranych barażach).
- mistrzostwo Trećej crnogorskiej ligi (3): 2012, 2013 i 2017 (brak awansu do Drugiej crnogorskiej ligi, po przegranych barażach).
- mistrzostwo Crnogorskiej regionalnej ligi (1): 2000 (awans do Crnogorskiej ligi).
- wicemistrzostwo Trećej crnogorskiej ligi (5): 2008, 2009, 2014,2015 i 2016.